# Austroagallia usambarensis
Austroagallia usambarensis är en insektsart som beskrevs av Melichar 1908. Austroagallia usambarensis ingår i släktet Austroagallia och familjen dvärgstritar. Inga underarter finns listade i Catalogue of Life.